# Ask Me Why
《Ask Me Why》是一首披头士乐队的歌曲，原先作为打榜单曲《Please Please Me》的B面在英国发行。该曲也被收录于他们在英国的首张专辑《Please Please Me》中。

## 创作
作于1962年初，《Ask Me Why》主要作者为约翰·列侬，但像首张专辑上其他署名列侬-麦卡特尼的原创曲目一样，是以保罗·麦卡特尼和列侬两人的名义发表的。麦卡特尼说：“这是约翰的原创构想，然后我们俩坐下一起写出来的。这首歌主要是约翰的。” 这首歌是披头士签约之前现场演出的曲目之一，也是于1962年6月6日在EMI的阿比路录音室被Parlophone厂牌面试时唱的歌之一。列侬受到美国节奏布鲁斯乐队奇迹乐队的影响，这首歌模仿了他们的风格，开头的吉他旋律取自奇迹乐队1961年的歌曲《What's So Good About Goodbye》。

## 参与人员
- 约翰·列侬 – 人声、节奏吉他
- 保罗·麦卡特尼 – 贝斯、背景和声
- 乔治·哈里森 – 主音吉他、背景和声
- 林戈·斯塔尔 – 架子鼓

Engineered by Norman Smith
Personnel per Ian MacDonald

## 脚注
1. ↑  Miles 1998，第92頁.
2. 1 2  Ask Me Why | The Beatles Bible （页面存档备份，存于）.
3. ↑  Miles 1992，第92頁.
4. ↑  Harry 1992，第50頁.
5. 1 2  MacDonald 2005，第64–65頁.